# Juan José Otegui
Juan José Otegui   (Oviedo, 9 de març de 1936 - Madrid, 12 d'abril de 2021) fou un actor asturià.
Va fer els seus primers passos interpretatius dins del grup de teatre de la Universitat d'Oviedo, compaginant la seva afició amb la carrera de Dret que estudiava; i el 1961 va iniciar la seva carrera professional com a actor, especialitzant-se en el món teatral.

## Carrera
La seva presència fou més habitual en el teatre que al cinema.

### Teatre
- Luces de bohemia
- La vida del rey Eduardo II de Inglaterra
- Julio César
- Madre Coraje
- Comedia sin título i Tirano Banderas
- Las guerras de nuestros antepasados
- El cántaro roto
- La buena persona de Sezuán
- La resistible ascensión de Arturo Ui
- Velada en Benicarló
- La enamorada del rey
- El retablillo de Don Cristóbal
- Martes de Carnaval
- La gran sultana
- Los cuernos de Don Friolera
- La venganza de la Petra
- Ojo por ojo, cuerno por cuerno
- Fuenteovejuna de Lope de Vega
- La vida es sueño de Calderón de la Barca
- Don Juan Tenorio de José Zorrilla
- La alondra
- Doce hombres sin piedad
- Eslavos
- El rey negro (1997) d'Ignacio del Moral
- Camas separadas
- San Juan de Max Aub
- El precio
- La marquesa de O
- La visita de la vieja dama[3]
- La fundación[4]

### Cinema
- Tiempo de silencio i Asesinato en el Comité Central, ambdues de Vicente Aranda.
- El vuelo de la paloma i La noche más larga, ambdus de José Luis García Sánchez.
- Las autonosuyas, de Rafael Gil.
- Tacones lejanos, La flor de mi secreto i Todo sobre mi madre, totes elles de Pedro Almodóvar.
- Belle Époque, dirigida per Fernando Trueba.
- Fuera de juego, dirigida per Fernando Fernán Gómez.

### Televisió
- La Regenta (TVE).
- Farmacia de guardia, 1991 (Antena 3)